# Филипстаун (Нью-Йорк)
Филипстаун (англ. Philipstown) ― город, расположенный в западной части округа Патнам, штат Нью-Йорк, США. По данным переписи населения 2020 года, его население составляло 9 831 человек.
В 1697 году Адольф Филипс, богатый землевладелец и купец из провинции Нью-Йорк, приобрел у голландских торговцев участок земли, который получил британское королевское разрешение на получение патента Хайленда. Занимая площадь около 250 квадратных миль, он простирался примерно на 13 миль вдоль восточного берега реки Гудзон, от Эннсвилл-Крик до Фишкилл-Крик, и примерно на 20 миль на восток до границы колонии Коннектикут.
Филипстаун был впервые заселен в самой западной части этого участка примерно в 1715 году. В 1754 году патент Хайленда, впоследствии известный как патент Филипса, был разделен между наследниками Филипса на девять участков. В 1788 году Филипстаун был основан на трех речных участках и стал частью четвертого, расположенного вглубь материка к северу, став одним из трех первоначальных городов на территории нынешнего округа Патнэм. В 1806 году очень небольшая часть к северу от Гудзонского нагорья у устья Фишкилл-Крик была отделена от Филипстауна и передана городу Фишкилл.
Основными населенными пунктами Филипстауна являются деревня Колд-Спринг, деревушка Гаррисон и деревня Нельсонвилл. В 1806 году на части территории города был основан город Фишкилл. Патнам-Вэлли была частью Филипстауна до 1839 года, а в 1877 году небольшая часть города к северу от Патнам-Вэлли была передана округу Кент.
По данным Бюро переписи населения США, общая площадь города составляет 51,6 квадратных миль (134 км2), из которых 48,8 квадратных миль (126 км2) занимает суша, а 2,8 квадратных миль (7,3 км2), или 5,39%, ― вода.